# 3731 Hancock
3731 Hancock este un asteroid din centura principală, descoperit pe 20 februarie 1984.